# Danh sách phần mở rộng Firefox
Đây là danh sách của một số phần mở rộng Firefox, tiện ích phần mềm thiết kế cho Mozilla Firefox dựa trên trình duyệt web. Nhiều phần mở rộng Firefox cũng hoạt động với các trình duyệt web SeaMonkey và Flock.
Để có danh sách đầy đủ, hãy xem kho chính thức, Mozilla Add-ons.

## Chính thức

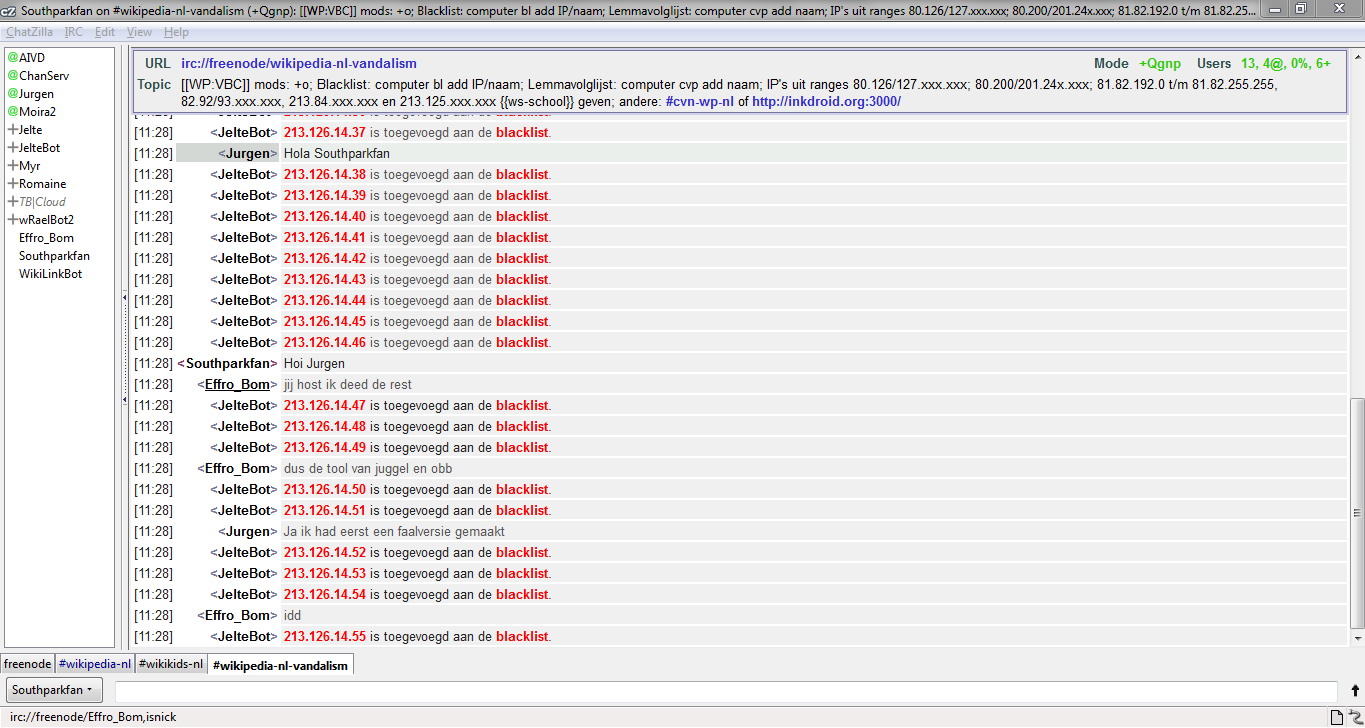
ChatZilla

- ChatZilla - một trình Internet Relay Chat hoạt động trong Firefox.
- DOM Inspector - dành cho nhà phát triển web. Nó cho phép họ thăm dòcây Document Object Model của bất cứ trang nào.
- Venkman - một trình sửa lỗi JavaScript dành cho nhà phát triển web.
- Talkback - báo cáo các đổ vỡ của Firefox đến Mozilla.

## Đối tác Firefox
Có những phần mở rộng Firefox chính thức được hợp tác phát triển và phân phối bởi Mozilla trên trang của họ dưới dạng gói (phần mở rộng + trình duyệt). Việc tiếp cận gần của Mozilla đối với các bản phân phối này được xem như một chiến lược phân phối mới, đặc biệt với những trang lớn như eBay, vốn có lượng tiếp cận bản phân phối khá lớn.
- Đối tác Firefox cho eBay - theo dõi trạng thái "eBay của tôi" và báo khi có những sự kiện nào đó như là bị loại khỏi cuộc đấu giá.